# Elecciones generales de San Vicente y las Granadinas de 1974
Elecciones generales tuvieron lugar en San Vicente y las Granadinas el 9 de diciembre de 1974. El resultado fue una victoria para el Partido Laborista de San Vicente, el cual obtuvo diez de los trece escaños. La participación electoral fue de 63,2%.

## Resultados
| Partido                                     | Votos  | %    | Escaños | +/–   |
| ------------------------------------------- | ------ | ---- | ------- | ----- |
| Partido Laborista de San Vicente            | 19 579 | 69,0 | 10      | +4    |
| Facción Sylvester/Mitchell                  | 4 641  | 16,4 | 1       | Nuevo |
| Partido Político del Pueblo                 | 3 806  | 13,4 | 2       | –4    |
| Movimiento Democrático de Libertad          | 217    | 0,8  | 0       | Nuevo |
| Partido Nacional de las Indias Occidentales | 116    | 0,4  | 0       | Nuevo |
| Votos en blanco/nulos                       | 215    | –    | –       | –     |
| Total                                       | 28 574 | 100  | 13      | 0     |
| Electores registrados/participación         | 45 181 | 63,2 | –       | –     |
| Fuente: Nohlen                              |        |      |         |       |